# Ramon Ausó Chacopino
Ramon Ausó Chacopino (Alacant, ? - Ses Quatre Campanes, Palma, 1936). Pescador i sindicalista.
Descendent d'una família de pescadors de Tabarca establerts a Palma, a la barriada de Santa Catalina. D'ideologia anarco-sindicalista, fou un dels principals dirigents de la CNT durant la Segona República. Aconseguí agrupar els pescadors dins el Sindicat Únic de la Mar i promogué una llarga vaga que va durar des del novembre de 1932 fins al febrer de 1931. Morí assassinat l'agost de 1936 pels franquistes, un cop iniciada la revolta antidemocràtica del juliol de 1936.